# 2007 en fantasy
| Années de la fantasy : 2004 - 2005 - 2006 - 2007 - 2008 - 2009 - 2010    |
| Décennies de la fantasy : 1970 - 1980 - 1990 - 2000 - 2010 - 2020 - 2030 |

L'année 2007 a été marquée, en matière de fantasy, par les événements suivants.

## Romans - Recueils de nouvelles ou anthologies - Nouvelles
- 21 juillet : publication originale en anglais britannique d'Harry Potter et les Reliques de la Mort, dernier roman de la série des Harry Potter
- 26 octobre : publication de la traduction en français d'Harry Potter et les Reliques de la Mort

## Films ou téléfilms
- 3 juillet : première mondiale à Londres d'Harry Potter et l'Ordre du Phénix, réalisé par David Yates et adapté du roman de J. K. Rowling.
- Sortie du film "Le Secret de Térabithia" de G. Csupó adapté du roman de K. Paterson.